# Merlin Crossingham
Merlin Crossingham ist ein britischer Animator und Filmregisseur.

## Leben und Wirken
Crossingham studierte Film und Fotografie an der Newport Film School und begann im Jahr 1996 für Aardman Animations als Animator zu arbeiten. Zu Beginn arbeitete er vor allem für Werbungen, bevor er leitender Animator für die Filme Chicken Run und Wallace & Gromit – Auf der Jagd nach dem Riesenkaninchen wurde. Für seine Arbeit als Regisseur bei der CBS-Serie Creature Comforts USA wurde Crossingahm für einen Emmy nominiert.
Seitdem konzentriert sich Crossingham insbesondere auf die Regie von Wallace & Gromit und übernahm 2009 den Posten des Creative Director für Wallace & Gromit, in welchem er für alle Aspekte der Marke zuständig ist. 2011 gewann er einen BAFTA New Media Preis für Wallace & Gromit’s World of Invention. Neben dieser Tätigkeit hat Crossingham auch bei zahlreichen Werbespots Regie geführt.
Für seine Arbeit an Wallace & Gromit – Vergeltung mit Flügeln wurde Crossingham gemeinsam mit Nick Park und Richard Beek bei der Oscarverleihung 2025 in der Kategorie Bester Animationsfilm nominiert.
Crossingham ist Mitglied der BAFTA und hält regelmäßig Vorträge bei Animations- und Filmfestivals.

## Filmografie
- 2007: Creature Comforts USA (Fernsehserie, 7 Folgen)
- 2008: Crained (Kurzfilm)
- 2010: Wallace & Gromit’s World of Invention (Fernsehserie, 6 Folgen)
- 2014–2019: Morph (Fernsehserie, 29 Folgen)
- 2015: A Grand Night In: The Story of Aardman
- 2018: We Are Most Amused and Amazed (Fernsehspecial)
- 2020–2021: The Epic Adventures of Morph (Fernsehserie, 15 Folgen)
- 2020–2021: Morph’s Epic Adventures (Miniserie, 3 Folgen)
- 2024: Wallace & Gromit – Vergeltung mit Flügeln (Wallace & Gromit: Vengeance Most Fowl)